# Горлівський трамвай
Горлівський трамвай — лінія електричного трамвая у місті Горлівка (Донецька область).

## Історія
Депутати Горлівської міської Ради прийняли рішення про будівництво першої трамвайної лінії від залізничної станції Горлівка до шахти № 5. Горлівка була містом небагатим. Насилу діставали рейки і шпали, не було трамвайних вагонів. Вибрали горлівчани делегацію, яка відправилася до столичних трамвайників. Робітники київського заводу імені Домбаля погодилися допомогти і зобов'язалися зробити для горловчан сім трамвайних вагонів, сім причепів, чотири платформи, а також допомогти прокласти повітряну лінію. Потім делегація поїхала до Москви і побувала на заводі «Динамо». Відбулися збори робітників заводу, на якому горлівчани заявили: «Ми приїхали до Москви з проханням дати для семи вагонів мотори ПТ-16, контроллери ДК-4, тягоприймачі і підвісний матеріал». Московські робітники також погодилися допомогти.
Будівництво трамвайної лінії розпачалося повним ходом. 30 жовтня на лінії працювало 2000 чоловік. Першого листопада з Києва до Горлівки прибули перші два трамвайних і два причіпні вагони. Прибули замовлення і з Москви. Київський трамвайний парк імені Т. Г. Шевченка вирішив для пуску і навчання керування трамваями в Горлівці направити спеціальну бригаду з шести чоловік.
7 листопада 1932 року перший трамвай з вітерцем прокатав перших пасажирів — 2,5 кілометри від станції Горловка до будинку Рад.
Таким чином Горлівка стала третім після Макіївки та Донецька містом Донецької області, яке має свій трамвай.

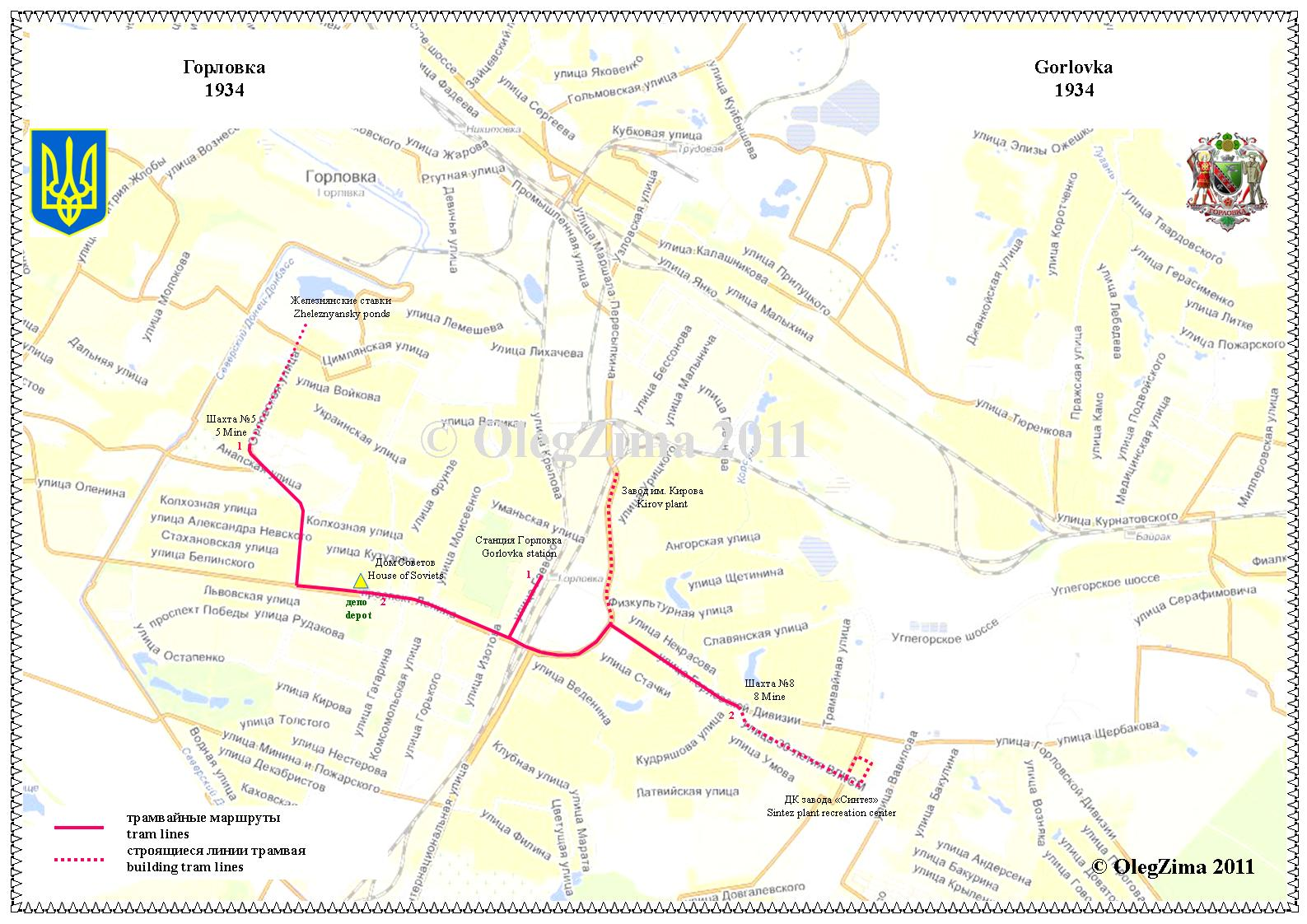
Мережа трамваю у м. Горлівка у 1934 році

1933 року відбулося подовження першої лінії до шахти № 5. Того ж року було відкрито нову лінію на схід — до шахти № 8. Її ж 1 січня 1934 року подовжено до палацу культури заводу «Синтез» (нині «Стирол»). Того ж 1934 року відбулося ще два розширення мережі — у травні відкрито лінію до заводу ім. Кірова (маршрут № 3), у грудні — повз Залізнянські ставки до шахти «Комсомолець». 1934 року на Радянському проспекті відкрито трамвайне депо на 18 місць.
У травні 1936 року лінію від шахти «Комсомолець» було подовжено до ртутного комбінату.
Прикметно, що спочатку усі лінії були одноколійні із роз'їздами, однак згодом лінія основним Радянським проспектом була перетворена на двоколійну. Станом на 1940 рік Горлівський трамвай мав протяжність 24,5 км ліній, одне депо та 28 вагонів на балансі.

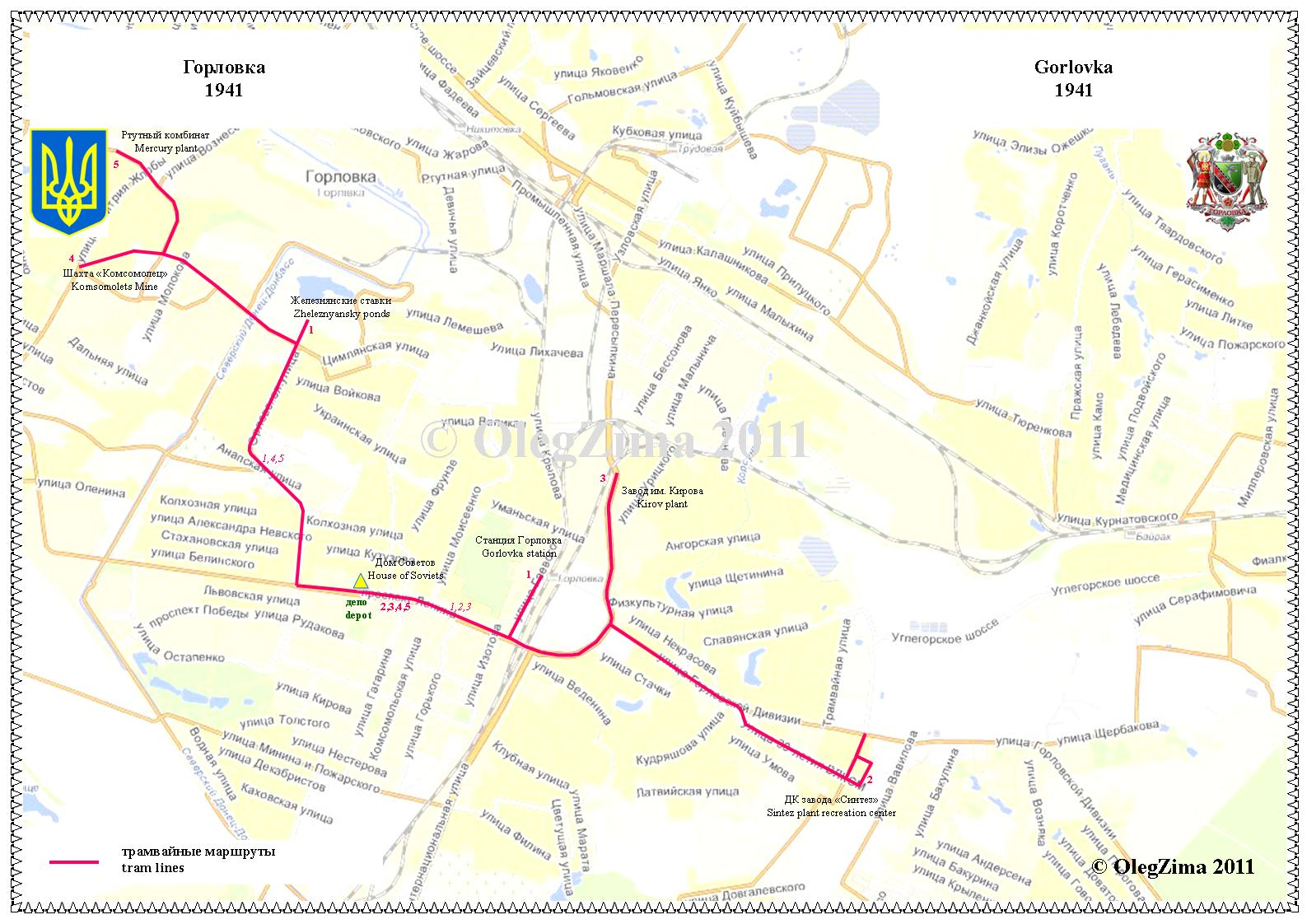
Мережа трамваю у м. Горлівка у 1941 році

Інформації щодо роботи трамваю у 1941-43 роках немає, відомо лише по підрив мосту над залізничними коліями — це призвело до того, що аж до 1956 року припинилося пряме трамвайне сполучення західної та східної частин міста. Також було розібрано значну частину колій. 1944 року відновлено рух від центру до Солом'яної балки, 1946 року — до шахти № 5 та Залізнянських ставків. Того ж 1946 року було відкрито нову лінію до залізничного вокзалу.
1948 року було відновлено східну частину мережі — до заводу ім. Кірова та хімзаводу. 1950 року було подовжено лінію до ртутного комбінату. Того ж року подовжено лінію від вокзалу до Майського селища. Також того ж року відкрито лінію від хімзаводу до Воробйовки.
Навесні 1956 року було збудовано шляхопровід над залізничними коліями, що дозволив сполучити східну та західну частини розділеної доти трамвайної мережі.
Чергове розширення мережі відбулося 1956 року — у серпні відкрито лінію до Штерівки, а у листопаді — малим міським кільцем вулицями Петровського, Гагаріна та Пушкінською.
1958 року відкрито нову лінію довжиною 9 км від заводу «Стирол» Вуглегірським шосе, вулицями Вершигори, Черникова та Празькою до шахти ім. Калініна. На цій лінії згодом також було відкрито депо — його будували у 1960-67 роках. Наприкінці 1950-на початку 1960-х років було прокладено другу колію на одноколійних доти лініях.
1960-і роки — це період не лише розвитку, але й закриття мережі. 1964 року відкрито нову лінію у центрі — вулицею Пушкінською та бульваром Димитрова (ця лінія проіснує лише до 1980 року). 1967-го року закрито лінію до Ртутного комбінату, а 1968 року — до Воробйовки. Однак саме на початок 1970-х років припав пік розвитку мережі — при довжині мережі 74,2 км на балансі перебувало 1532 вагони.
1971 року відкрито нову лінію вулицею Рудакова до 245 кварталу. Проте у 1970-і роки продовжувалося закриття ліній — 1972 року закрили лінію до заводу ім. Кірова, 1978 — до шахти «Комсомолець». 1980 року закрито частину великої кільцевої лінії на частині вул. Пушкінської та бульварі Димитрова.
В подальшому закриття ліній не відбувалося, однак відбувалося зменшення кількості рухомого складу та маршрутів — так, якщо 1994 року було 54 вагони та діяло 7 маршрутів, то 2011 року залишилося лише 19 вагонів та 4 маршрути. Довжина мережі нині становить 56,7 км.

## Маршрути
|  |

|  |

|  |  |  |

|  |

|  |

|  |

|  |  |  |

|  |

|  |  |  |

|  |

|  |

|  |

|  |  |  |

|  |

|  |

|  |

|  |  |  |

|  |  |  |

|  |

|  |

|  |

|  |

|  |

|  |  |  |

|  |

|  |

|  |

|  |  |  |

|  |

|  |  |  |

|  |

|  |

|  |

|  |  |  |

|  |

|  |

|  |

|  |  |  |

|  |  |  |

|  |

|  |

|  |

|  |

|  |

|  |  |  |

|  |

|  |

|  |

|  |  |  |

|  |

|  |  |  |

|  |

|  |

|  |

|  |  |  |

|  |

|  |

|  |

|  |  |  |

|  |  |  |

|  |

|  |

|  |

|  |

|  |

|  |  |  |

|  |

|  |

|  |

|  |  |  |

|  |

|  |  |  |

|  |

|  |

|  |

|  |  |  |

|  |

|  |

|  |

|  |  |  |

|  |  |  |

|  |

|  |

|  |

|  |

|  |

|  |

|  |

|  |  |  |

|  |

|  |

|  |

|  |  |  |

|  |

|  |

|  |

|  |  |  |

|  |  |  |

|  |  |  |

|  |  |  |

|  |

|  |  |  |

|  |

|  |

|  |

|  |

|  |

|  |

|  |

|  |  |  |

|  |

|  |

|  |

|  |  |  |

|  |

|  |

|  |

|  |  |  |

|  |  |  |

|  |  |  |

|  |  |  |

|  |

|  |  |  |

|  |

|  |

|  |

|  |

|  |

|  |

|  |

|  |  |  |

|  |

|  |

|  |

|  |  |  |

|  |

|  |

|  |

|  |  |  |

|  |  |  |

|  |  |  |

|  |  |  |

|  |

|  |  |  |

|  |

|  |

|  |

|  |

|  |

|  |

|  |

|  |  |  |

|  |

|  |

|  |

|  |  |  |

|  |

|  |

|  |

|  |  |  |

|  |  |  |

|  |  |  |

|  |  |  |

|  |

|  |  |  |

|  |

|  |

|  |

|  |  |

|  |  |

|  |  |

|  |  |

|  |  |  |  |

|  |  |

|  |  |

|  |  |

|  |  |

|  |  |

|  |  |

|  |  |

|  |  |

|  |  |  |  |

|  |  |  |  |

|  |  |  |  |

|  |  |

|  |  |

|  |  |

|  |  |

|  |  |

|  |  |

|  |  |

|  |  |  |  |

|  |  |  |  |

|  |  |  |  |

|  |  |  |  |

|  |  |

|  |  |  |  |

|  |  |

|  |  |

|  |  |

|  |  |

|  |  |

|  |  |

|  |  |

|  |  |

|  |  |

|  |  |

|  |  |

|  |  |

|  |  |

|  |  |  |  |

|  |  |

|  |  |

|  |  |

|  |  |

|  |  |

|  |  |

|  |  |

|  |  |

|  |  |  |  |

|  |  |  |  |

|  |  |  |  |

|  |  |

|  |  |

|  |  |

|  |  |

|  |  |

|  |  |

|  |  |

|  |  |  |  |

|  |  |  |  |

|  |  |  |  |

|  |  |  |  |

|  |  |

|  |  |  |  |

|  |  |

|  |  |

|  |  |

|  |  |

|  |  |

|  |  |

|  |  |

|  |  |

|  |  |

|  |  |

|  |  |

|  |  |

|  |  |

|  |  |  |  |

|  |  |

|  |  |

|  |  |

|  |  |

|  |  |

|  |  |

|  |  |

|  |  |

|  |  |  |  |

|  |  |  |  |

|  |  |  |  |

|  |  |

|  |  |

|  |  |

|  |  |

|  |  |

|  |  |

|  |  |

|  |  |  |  |

|  |  |  |  |

|  |  |  |  |

|  |  |  |  |

|  |  |

|  |  |  |  |

|  |  |

|  |  |

|  |  |

|  |  |

|  |  |

|  |  |

|  |  |

|  |  |

|  |  |

|  |  |

|  |  |

|  |  |

|  |  |

|  |  |  |  |

|  |  |

|  |  |

|  |  |

|  |  |

|  |  |

|  |  |

|  |  |

|  |  |

|  |  |  |  |

|  |  |  |  |

|  |  |  |  |

|  |  |

|  |  |

|  |  |

|  |  |

|  |  |

|  |  |

|  |  |

|  |  |  |  |

|  |  |  |  |

|  |  |  |  |

|  |  |  |  |

|  |  |

|  |  |  |  |

|  |  |

|  |  |

|  |  |

|  |  |

|  |  |

|  |  |

|  |  |

|  |  |

|  |  |

## Колишні маршрути
- № 3 Центр — ВО «Стирол» (закрито 1998 року);
- № 4 ВО «Стирол» — Воробйовка (закрито 1968 року);
- № 5 245 квартал — ВО «Стирол» (закрито 1998 року);
- № 6 245 квартал — Центр (маршрут офіційно не скасовано, однак з 2005 року він не має випуску);
- №А Центр-вул. Пушкінська-вул. Гагаріна-пр-т Леніна-вул. Петровського-Центр (кільцевий, за годинниковою стрілкою; скасовано 2002 року, але існують плани щодо відновлення маршруту).

## Рухомий склад
Відкривали рух 2 поїзди з уживаних вагонів Київського виробництва. В подальшому і до 1940 року парк поповнювався уживаними вагонами з Києва та Москви. Це були вагони заводу ім. Домбаля, вагони Х, БФ та КП. На 1940 рік у місті було 27 таких вагонів.
Протягом 1955-65 років до міста надійшло 28 вагонів КТМ-1 та 28 КТП-1.
У 1958-60 роках також надійшли 4 вагони МТВ-82, а 1961 року — 2 вагони РВЗ-6.
1962-71 роки — це роки надходження вагонів КТМ-2 та КТП-2 — всього надійшло відповідно 45 та 45 вагонів. На початку 1970-х років було списано останні двовісні вагони.
З 1974 року місто почало отримувати нові вагони КТМ-5 і разом до 1990 року разом надійде 119 вагонів цього типу. З 1981 року, після списання останніх вагонів старого типу й до сьогодні, вагони КТМ-5 у місті є єдиним типом рухомого складу.
29 вересня 2023 року окупаційною владою Маріуполя було передано 7 трамвайних вагонів Tatra T3SUCS[джерело?].